# اندیس مغستان (۲)
مغستان(۲) یک اندیس فلزی است که در حوالی شهر ریز آب استان یزد قرار دارد و مادهٔ معدنی موجود در آن، سرب و روی است.  